# 松美台 (生駒市)
松美台（まつみだい）は、奈良県生駒市の町名。郵便番号630-0241。

## 地理
生駒市中部に位置し、北に南田原町、西から南にかけて俵口町、東に新生駒台と接している。

## 歴史
元は生駒町俵口の北端に位置する、松林の生えた丘陵地。近鉄生駒駅から離れていたため住宅地開発は遅れたが、生駒台住宅地や松ケ丘住宅地の発達に伴ってバスが利用しやすくなり、またマイカーブームも追い風となって、昭和40年代から宅地造成が進んだ。昭和45年（1970年）には住居表示が施行され、大字松美台として俵口から独立。昭和46年（1971年）の市政施行で生駒市松美台となった。

### 沿革
- 1970年（昭和45年） - 生駒町俵口から分離し生駒町松美台となる[6]。
- 1971年（昭和46年） - 生駒市松美台となる[6]。

## 世帯数と人口
2020年（令和2年）10月1日現在の世帯数と人口は以下の通りである。
| 町丁   | 世帯数  | 人口    |
| ------ | ------- | ------- |
| 松美台 | 835世帯 | 1,931人 |

### 人口の変遷
国勢調査による人口の推移。
| 1995年（平成7年）  | 2,136人 | [ 7 ]  |  |
| 2000年（平成12年） | 2,069人 | [ 8 ]  |  |
| 2005年（平成17年） | 1,956人 | [ 9 ]  |  |
| 2010年（平成22年） | 1,899人 | [ 10 ] |  |
| 2015年（平成27年） | 1,856人 | [ 11 ] |  |

### 世帯数の変遷
国勢調査による世帯数の推移。
| 1995年（平成7年）  | 673世帯 | [ 7 ]  |  |
| 2000年（平成12年） | 701世帯 | [ 8 ]  |  |
| 2005年（平成17年） | 701世帯 | [ 9 ]  |  |
| 2010年（平成22年） | 736世帯 | [ 10 ] |  |
| 2015年（平成27年） | 741世帯 | [ 11 ] |  |

## 事業所
2016年（平成28年）現在の経済センサス調査による事業所数と従業員数は以下の通りである。
| 町丁   | 事業所数 | 従業員数 |
| ------ | -------- | -------- |
| 松美台 | 13事業所 | 54人     |

## 交通

### バス
- 奈良交通
  - 生駒台循環線
  - 北田原線
  - 上町生駒線

### 道路
- 奈良県道142号生駒停車場宛木線

## 施設
- ジャパン 生駒店